# Wysburg

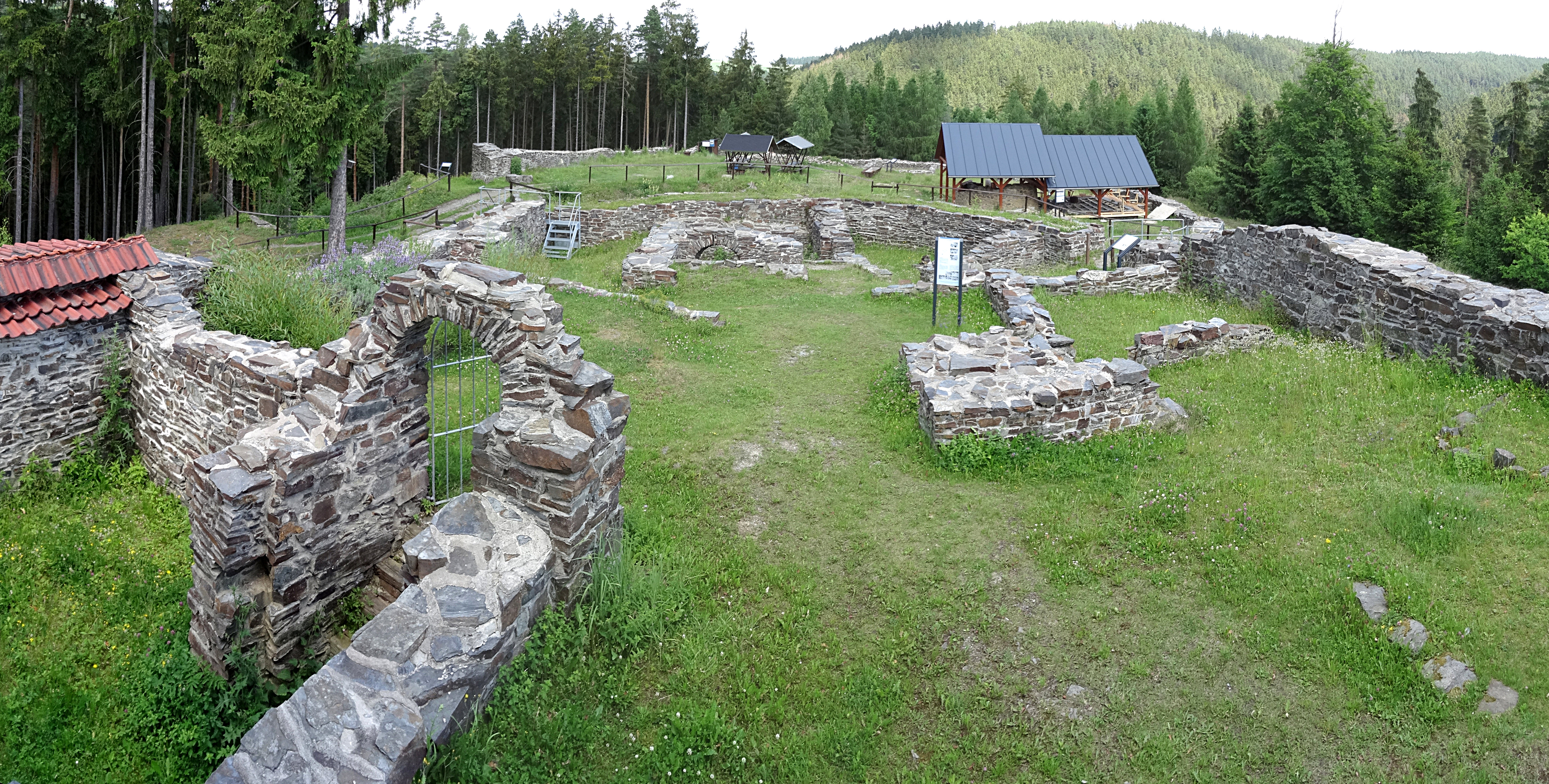
Rekonstruierte Mauern

Die Wysburg auch Hohenwaldsburg, Obere Walsburg, Altes Schloss, Hunnenburg genannt, ist die Ruine einer Höhenburg bei Remptendorf im Saale-Orla-Kreis in Thüringen.

## Lage
Die Ruine befindet sich 1,8 Kilometer nördlich des Ortsteiles Weisbach und 1,2 Kilometer östlich von Neuenbeuthen auf einem nach Norden gerichteten 443 m ü. NN hohen Bergsporn der Schloßkuppe und wurde um die Wende vom 13. zum 14. Jahrhundert erbaut. Sie gliedert sich in Vor- und Hauptburg.

## Zerstörung
Nach neuen historischen Erkenntnissen handelt es sich wohl nicht, wie bisweilen angenommen, um eine Raubritterburg. Vielmehr entstand sie Ende des 13. Jahrhunderts im Auftrag der Vögte von Gera. Diese hatten um die Mitte des 13. Jahrhunderts von den erloschenen Herren von Lobdeburg zu Saalburg die Herrschaft Weisbach übernommen. Weil die kleine Turmhügelburg der Lobdeburger am südöstlichen Ortsrand als Grenzfeste gegen die Schwarzburger nicht mehr ausreichend erschien, erbauten die Vögte auf der zwei Kilometer entfernten Schlosskuppe in den letzten Jahrzehnten vor 1300 eine neue Höhenburg.
In den Jahren von 1354 bis 1359 fokussierten die Wettiner ihr Interesse auf die Besitzungen der Vögte von Weida, Gera und Plauen und brachten diese im Vogtländischen Krieg an sich. Ihr Verbündeter war dabei Kaiser Karl IV., der als Kriegsbeute Schloss und Stadt Plauen erhielt. Der Kaiser (und böhmische König) forderte die Reichsstädte Erfurt, Mühlhausen und Nordhausen auf, Markgraf Friedrich II. den Strengen von Meißen zu unterstützen, vorgeblich weil die Vögte das Raubrittertum tolerierten. Ob dies zutraf oder ein Vorwand war, ist nicht erwiesen. Unter der Führung Heinrichs V. von Honstein zu Sondershausen zogen ein Aufgebot der Städte gegen die Burg Elsterberg und zerstörte diese im Oktober 1354. Im selben Jahr ließ Karl IV. ein böhmisches Heer in die Besitzungen der Plauener Vögte einfallen. Die Vogtslinien verloren im Zuge des Krieges ihre Reichsunmittelbarkeit, ihre Besitzungen fielen zum größten Teil an die Wettiner, deren Vasallen sie werden mussten.
Ein zeitlicher Bezug der Ereignisse um Burg Elsterberg ist zwar urkundlich nicht nachweisbar, erscheint aber durchaus plausibel, da die Route des von Nordwesten kommenden Städteaufgebots über Rudolstadt und Saalfeld durch die Besitzungen der Vögte von Gera führte. Eine Zerstörung der auf dem Weg liegenden Wysburg im Herbst 1354 kann daher als sehr wahrscheinlich angenommen werden. Im Zuge des Krieges sollen etwa 60 Burgen zerstört worden sein. Das keramische Fundgut (siehe unten, Museum) datiert vom Ende des 13. bis zum dritten Viertel des 14. Jahrhunderts. Die sich im Fundmaterial widerspiegelnde kurze Nutzungszeit der Burganlage bestätigt auch die Ergebnisse der Auswertung der Baubefunde.
In einer Entfernung von etwa 300 Metern westlich der Burg auf der gegenüberliegenden Neuenbeuthener Höhe wurde eine große Steinschleuder (Blide) aufgebaut. Die von dort über das Tal des Umschützbaches geschleuderten Geschosse wurden aus dem etwa 20 Kilometer entfernten Orlatal herbeigeschafft und bestanden aus Zechsteindolomit. Sie wogen bis zu 81 Kilogramm. Die Burg wurde nach der Einnahme geschleift.
Nach dem Zerfall der Burg diente das Areal den Bewohnern der umliegenden Dörfer als Steinbruch, wodurch die Ruine einen Großteil ihrer Substanz verlor: Oberirdisch war kaum noch Mauerwerk sichtbar.

## Ausgrabungen

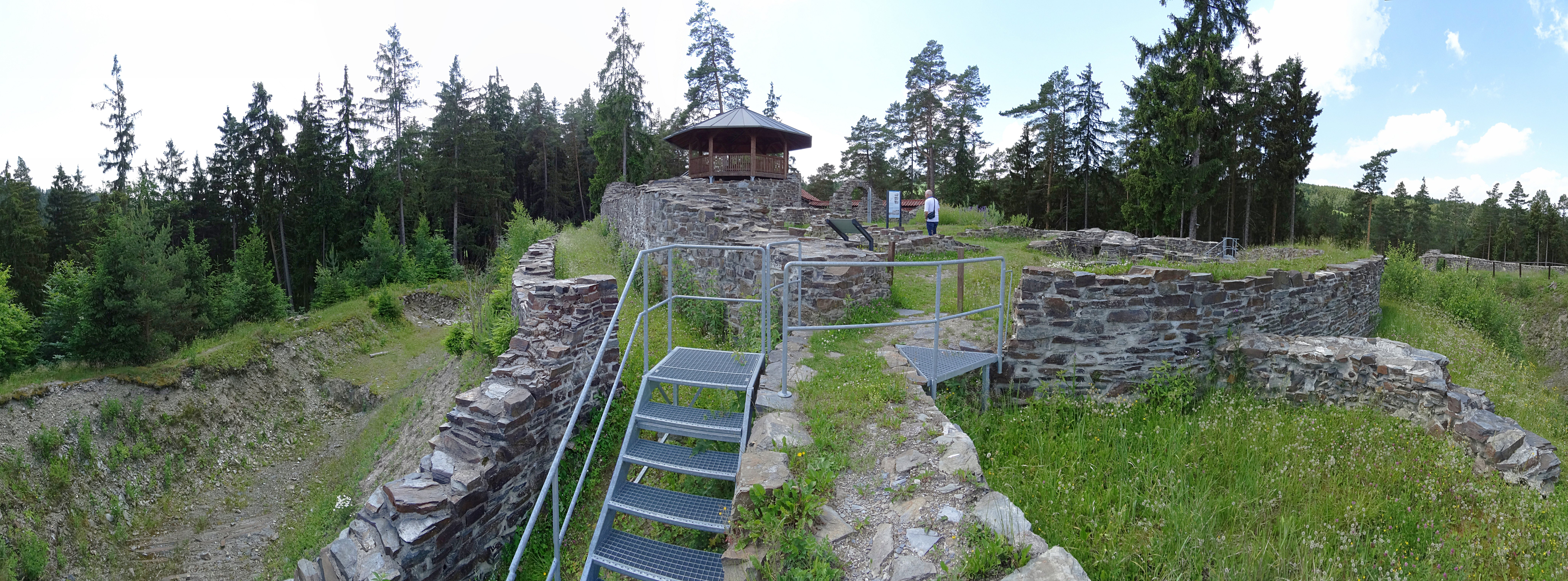
Wall, Graben und Mauern der Wysburg

Im ersten Drittel des 20. Jahrhunderts erfolgten verschiedene Vermessungsarbeiten und kleinflächige Ausgrabungen.
1985 erfolgten vom damaligen Museum für Ur- und Frühgeschichte Thüringens unter der Leitung von Hubert Roßbach (jetziger Kreisbodendenkmalpfleger) erste, wissenschaftlich fundierte Grabungen.
Die Mauern wurden schrittweise bis zu einer gewissen Höhe wieder aufgemauert und dabei die ursprüngliche Höhe durch rote Ziegelsteine gekennzeichnet. Freigelegt wurden bisher die Wirtschaftsgebäude der Vorburg mit Backofen, Außenmauern, Bergfried, Palas, Wohnturm, Wall-Graben-System, Toranlage und Zisternensystem. Das Felsbassin fasst etwa 350.000 Liter Wasser und hat einen Durchmesser von 7,50 Metern bei einer Tiefe von 8 Metern.

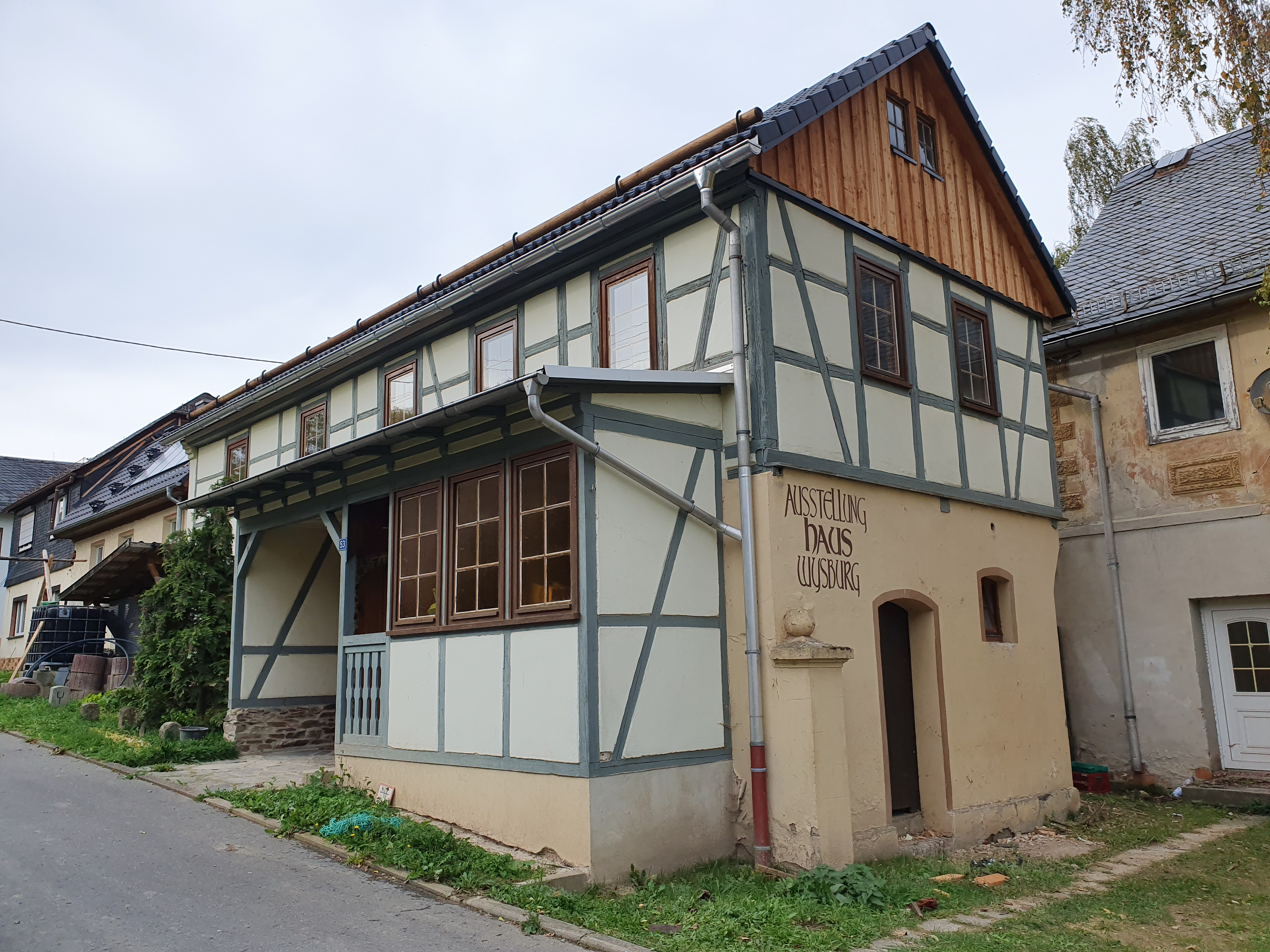
Wysburg-Haus

## Museum
In Weisbach wurde 1989 eine ständige Ausstellung im Wysburg-Haus eröffnet.
Es werden die bei den archäologischen Ausgrabungen geborgenen Funde gezeigt (Keramikgefäße und eiserne Gebrauchsgegenstände). Das ursprüngliche Aussehen der Burg wird anhand von Karten und Modellen erläutert.